# Szara strefa (film)
Szara strefa (ang. The Grey Zone) – amerykański dramat wojenny z 2001 roku w reżyserii Tima Blake'a Nelsona. Film, o czym informują napisy, oparty jest na autentycznych wydarzeniach. 

## Opis fabuły
Obóz koncentracyjny Auschwitz-Birkenau jesienią 1944. Grupa więźniów z Sonderkommando, wiedząc jaki los ich czeka (po czterech miesiącach pracy zostaną zabici i zastąpieni nowymi więźniami) i orientując się w szybkich postępach Armii Czerwonej, planuje wzniecić bunt i uciec z obozu. Obozowe Gestapo wpada jednak na ślad spisku i do zrywu dochodzi wcześniej niż planowano. Wobec miażdżącej przewagi esesmanów i pomimo zabicia wielu z nich, bunt zostaje szybko i krwawo spacyfikowany, a jego uczestnicy zabici w walce lub rozstrzelani. Tłem do ukazywanych wydarzeń jest codzienność z życia Sonderkommando – gazowanie i kremacja więźniów. 

## Obsada aktorska
- David Arquette – Hoffman
- Oncho Alexanyan – Riwkin
- Steve Buscemi – Chersz Abramowitz
- David Chandler – Rosenthal
- Allan Corduner – dr Miklós Nyiszli
- Henry Stram – Mengele
- Daniel Benzali – Schlermer
- Mira Sorvino – Dina
- Natasha Lyonne – Rosa
- Michael Stuhlbarg – Cohen
- Harvey Keitel – SS-Oberscharführer Erich Muhsfeldt
- Kamelia Grigorova – ocalona dziewczyna
- Velizar Binev – SS-Oberscharführer Otto Moll

i inni. 

## O filmie
Fabuła filmu oparta jest częściowo na wspomnieniach rumuńskiego Żyda, więźnia Oświęcimia i asystenta Josefa Mengele – dr. Miklósa Nyiszli. Jednak poza osobą samego Nyiszli, kilku esesmanów, dr. Mengele, obozu i buntu więźniów XII Sonderkommando z literackim pierwowzorem ma ona niewiele wspólnego. 
Informacje zawarte w napisach filmu nie odpowiadają prawdzie – dr Nyiszli po powrocie do Rumunii ponownie uprawiał zawód lekarza (napisy głoszą, że nigdy więcej nie praktykował), wojnę przeżyła również jego córka (z napisów wynika, że zaginęła), nie zmarł również śmiercią naturalną, ale na zawał serca. 
Sonderkommanda w obozach zagłady nie zostały utworzone w celu "ostatecznego rozwiązania kwestii żydowskiej". Były to komanda zatrudniane bezpośrednio przy mordowaniu wszelkich więźniów lub też do zacierania śladów ludobójstwa. Dla przykładu: pierwsze sonderkommando w Oświęcimiu założone zostało w celu obsługi pierwszego krematorium i uczestniczyło w pierwszych próbach gazowania cyklonem na polskich więźniach politycznych oraz radzieckich jeńcach wojennych.
Film przy budżecie 5 mln dolarów przyniósł niewiele ponad 500 tys. dolarów wpływów w ciągu 9 tygodni wyświetlania w kinach amerykańskich, co dawało mu 252 pozycję w rankingu oglądalności roku 2002.